# دانا كي. تشيبمان
دانا كي. تشيبمان هو سياسي أمريكي، ولد في 23 سبتمبر 1958 في إنغليووود في الولايات المتحدة. نشط حزبياً في الحزب الجمهوري.